# ان‌تی‌اس‌سی

ان‌تی‌اس‌سی
سکام
پال

NTSC یا ان تی اس سی (مخفف کمیته سامانه تلویزیون ملی)، سامانه تلویزیون آنالوگ است که در ایالات متحده، کانادا، ژاپن، مکزیک، فیلیپین، کره جنوبی، تایوان و تعدادی دیگر از کشورها از آن استفاده می‌شود.
ان‌ تی‌ اس‌ سی بیشترین کاربرد را در آمریکای شمالی و ژاپن دارد. این استاندارد از نسبت درازا به پهنای ۴:۳ برای اندازه صفحه تصویر استفاده می‌کند و هر فریم تصویر تشکیل شده‌است از ۵۲۵ خط و تعداد فریم‌ها در ثانیه ۳۰ فریم است.
ان‌ تی‌ اس‌ سی از سیستم اسکن یک خط در میان پیروی می‌کند و هر فریم به دو فیلد با ۲۶۲٫۵ lines/field تقسیم می‌شود. بنابراین فرکانس حرکت افقی lines/sec ۵۲۵×۲۹٫۹۷ ≈ ۱۵، ۷۳۴ است که هر کدام از خط‌ها در ۱/۱۵٫۷۳۴ × ۱۰۳ sec ≈ ۶۳٫۶μsec اسکن می‌شود.
زمان جابجایی افقی ۱۰٫۹ μsec زمان می‌گیرد که این سطح ۵۲٫۷ μsec برای سیگنال خط فعال هنگامی که اطلاعات تصویر نمایش داده می‌شود، می‌باشد.
ویژگی‌ها:
- نرخ قاب ۹۵/۵۹ هرتز
- تعداد خطوط در قاب ۵۲۵
- استفاده از اصل مبنا (مختصات رنگ / روشنایی)
- استفاده از ۳۰ فریم در ثانیه